# Terra Boa
Terra Boa est une ville brésilienne de l'État du Paraná. Sa population était estimée à 16 674 habitants en 2014.